# Chailloué
Cet article concerne la commune nouvelle de Chailloué. Pour la commune déléguée, voir Chailloué (commune déléguée).
Chailloué [ʃajwe] est une commune française, située dans le département de l'Orne en région Normandie, peuplée de 892 habitants.
Elle est créée le 1er janvier 2016 sous le statut de commune nouvelle, à la suite de la fusion de la commune déléguée de Chailloué avec ses voisines Neuville-près-Sées et Marmouillé.

## Géographie
Le Don traverse la commune.
Chailloué est située à 5 km de Sées, à 9 km du Merlerault, à 11 km de Mortrée et à 18 km de Gacé.
Le bourg est situé à 6 km de la gare de Nonant-le-Pin (en direction de Dreux) et à 7 km de la gare de Surdon (en direction d'Argentan et d'Alençon).
L'échangeur no 17 de l'A 88 est situé sur la commune. Il donne accès à Caen et, par l'A 28, à Rouen et au Mans.

### Hydrographie
La commune est située dans le bassin Seine-Normandie. Elle est drainée par le Don, la Senelle, un bras du Don, le cours d'eau 01 du Gué de Chailloué, le Don, le fossé 01 de la Bictonnerie, le fossé 01 de la commune de Marmouille, le fossé 01 de la Lamberderie, le fossé 01 de la Mare Ameline, le fossé 01 de l'Étre-au-Macé, le fossé 01 de Vauguyon, le fossé 01 des Noës, le fossé 01 des Petites Barres, le fossé 01 du Bois Aubray, le fossé 02 de la commune de Marmouille, le fossé 02 du Logis et divers autres petits cours d'eau.
Le Don, d'une longueur de 30 km, prend sa source dans la commune de Brullemail et se jette  dans l'Orne à Almenêches, après avoir traversé dix communes. 
La Senelle, d'une longueur de 12 km, prend sa source dans la commune de Gâprée et se jette  dans le Don sur la commune, après avoir traversé quatre communes. 
Un plan d'eau complète le réseau hydrographique : la Boierie (1,14 ha),.

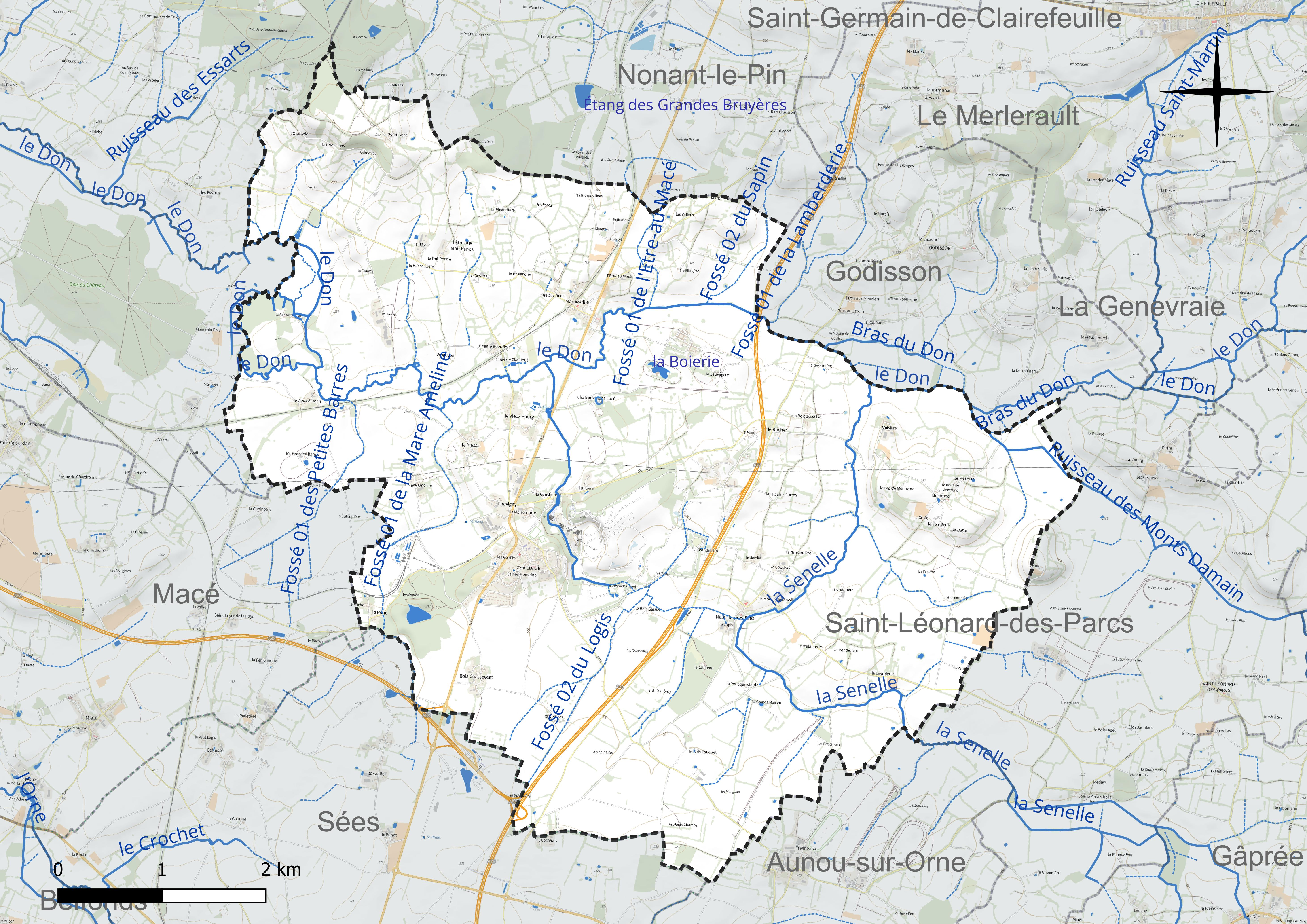
Réseau hydrographique de Chailloué.

### Climat
Pour des articles plus généraux, voir Climat de la Normandie et Climat de l'Orne.
En 2010, le climat de la commune est de type climat océanique dégradé des plaines du Centre et du Nord, selon une étude du CNRS s'appuyant sur une série de données couvrant la période 1971-2000. En 2020, Météo-France publie une typologie des climats de la France métropolitaine dans laquelle la commune est dans une zone de transition entre le climat océanique et le climat océanique altéré et est dans la région climatique Normandie (Cotentin, Orne), caractérisée par une pluviométrie relativement élevée (850 mm/a) et un été frais (15,5 °C) et venté. Parallèlement le GIEC normand, un groupe régional d’experts sur le climat, différencie quant à lui, dans une étude de 2020, trois grands types de climats pour la région Normandie, nuancés à une échelle plus fine par les facteurs géographiques locaux. La commune est, selon ce zonage, exposée à un « climat des plateaux abrités », se caractérisant par une pluviométrie et des contraintes thermiques modérées mais aussi, par effet de continentalité, des températures plus contrastées qu'au nord dans la plaine de Caen, avec communément 10 à 15 jours par an de plus de froid en hiver et de chaleur en été.
Pour la période 1971-2000, la température annuelle moyenne est de 10 °C, avec une amplitude thermique annuelle de 13,8 °C. Le cumul annuel moyen de précipitations est de 770 mm, avec 12,1 jours de précipitations en janvier et 7,9 jours en juillet. Pour la période 1991-2020, la température moyenne annuelle observée sur la station météorologique la plus proche, située sur la commune du Merlerault à 8 km à vol d'oiseau, est de 0,0 °C et le cumul annuel moyen de précipitations est de 0,0 mm,. Pour l'avenir, les paramètres climatiques de la commune estimés pour 2050 selon différents scénarios d’émission de gaz à effet de serre sont consultables sur un site dédié publié par Météo-France en novembre 2022.

## Urbanisme

### Typologie
Au 1er janvier 2024, Chailloué est catégorisée commune rurale à habitat très dispersé, selon la nouvelle grille communale de densité à sept niveaux définie par l'Insee en 2022.
Elle est située hors unité urbaine. Par ailleurs la commune fait partie de l'aire d'attraction de Sées, dont elle est une commune de la couronne,. Cette aire, qui regroupe 7 communes, est catégorisée dans les aires de moins de 50 000 habitants,.

## Toponymie
Le nom de la localité est attesté sous la forme Cailloetum vers 1025.
Le nom de la localité signifie « lieu pierreux », ce qu'illustre la présence d'une carrière de grès près du bourg. De même que Chaillot, ce toponyme est dérivé de chail ou chaillou, qui signifiait « pierre » en ancien français (mais en français moderne c'est la forme picarde « caillou » qui a finalement prévalu).
Le gentilé est Cailloutin.

## Histoire
Il convient de se reporter aux articles consacrés aux anciennes communes fusionnées.

## Politique et administration
| Nom                | Code Insee | Intercommunalité         | Superficie (km2) | Population (dernière pop. légale) | Densité (hab./km2) |
| ------------------ | ---------- | ------------------------ | ---------------- | --------------------------------- | ------------------ |
| Chailloué (siège)  | 61P02      | CC des Sources de l'Orne | 11,61            | 621 (2021)                        | 53                 |
| Neuville-près-Sées | 61306      | CC des Sources de l'Orne | 14,74            | 145 (2021)                        | 9,8                |
| Marmouillé         | 61253      | CC des Sources de l'Orne | 9,53             | 127 (2021)                        | 13                 |

### Liste des maires
| Période      | Période  | Identité         | Étiquette | Qualité    |
| ------------ | -------- | ---------------- | --------- | ---------- |
| janvier 2016 | mai 2020 | Marcel Riant     | SE        | Technicien |
| mai 2020     | En cours | Christian Leloup | SE        |            |

## Population et société

### Démographie
L'évolution du nombre d'habitants est connue à travers les recensements de la population effectués dans la commune depuis sa création.
En 2022, la commune comptait 892 habitants, en évolution de −1,87 % par rapport à 2016 (Orne : −3,21 %, France hors Mayotte : +2,11 %).
| 2018 | 2022 |
| ---- | ---- |
| 886  | 892  |

## Économie
Exploitation de grès quartzite armoricain d'une capacité d'environ 2 millions de t/an pour la fabrication de macadam, appartenant à l'entreprise Eurovia (groupe Vinci).

## Culture locale et patrimoine

### Lieux et monuments
Il convient de se reporter aux articles consacrés aux anciennes communes fusionnées.